# Calliostoma tigris
Calliostoma tigris tigris là một loài ốc biển cỡ lớn, là động vật thân mềm chân bụng sống ở biển thuộc họ Calliostomatidae.

## Hình ảnh

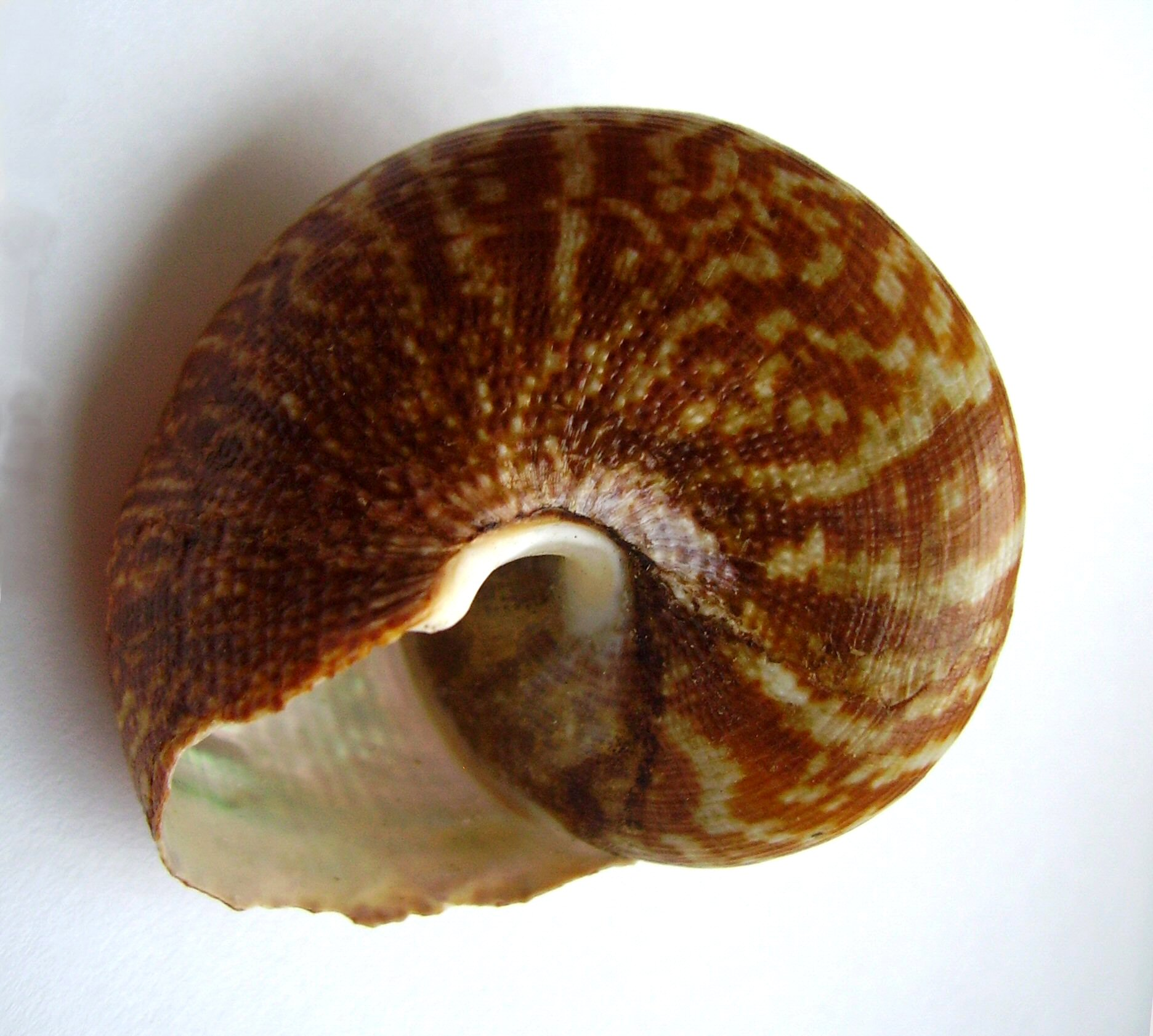

## Phân loài
- Calliostoma tigris tigris
- Calliostoma tigris chathamensis